# 발터 마이스너

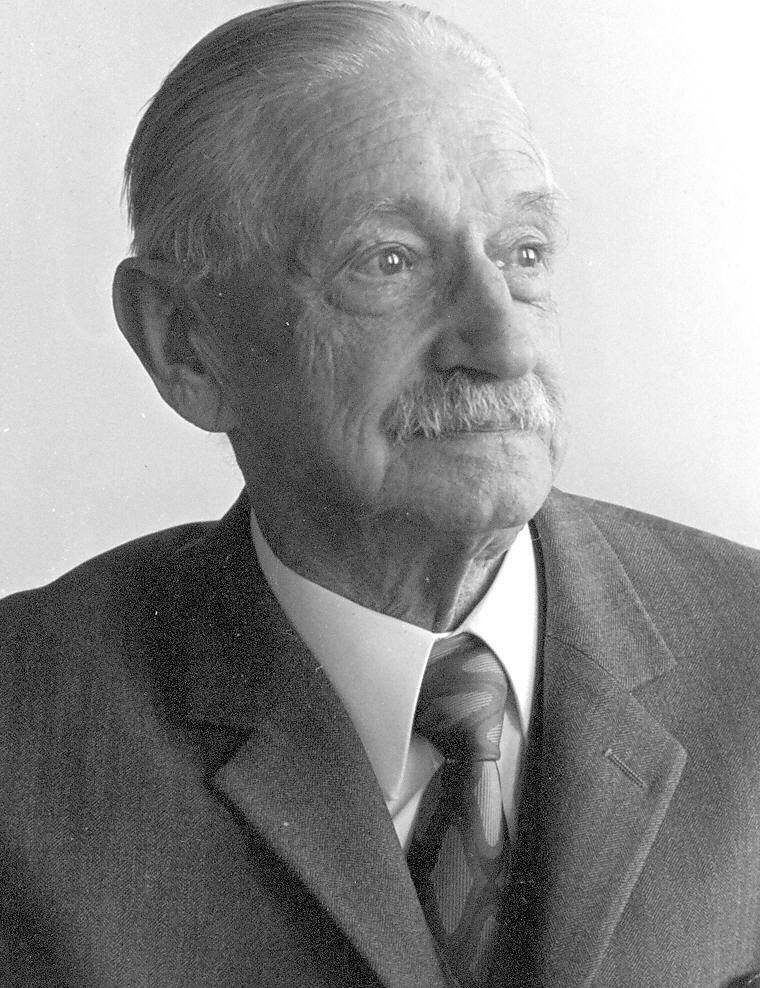
발터 마이스너

프리츠 발터 마이스너(독일어: Fritz Walther Meißner, 1882년 12월 16일 ~ 1974년 11월 16일)는 독일의 물리학자이다. 초전도 특성의 하나인 마이스너 효과를 발견했다.